# Aeroportul Novo Progresso
Aeroportul Novo Progresso (IATA: NPR, ICAO: SJNP) este un aeroport din Novo Progresso, Pará, Brazilia ce deservește zona Novo Progresso. Aeroportul a fost tranzitat în 2006 de 6.087 de pasageri. A fost numit după zona deservită.
Situat la o altitudine de 242 m, aeroportul dispune de 1 pistă.

## Infrastructură

### Piste
Aeroportul dispune de o singură pistă. Pista 17/35 are suprafața de pietriș și dimensiunile 1.050 m × 28 m. 